# Ditt rike, Kristus, skall bestå
Ditt rike, Kristus, skall bestå är en psalm av Lina Sandell. Den finns publicerad som nr 146 under rubriken "Trogemenskap och Mission" i Psalm och Sång 1929/31, som utgavs av "Fria Kristliga Studentföreningen" och "Fria Kristliga Seminarist- och Lärare-förbundet". Psalmen har en melodi av Johann Crüger 1653, men kan även sjungas till en melodi tryckt av Joseph Klug från 1535 eller en melodi av Nicholaus Decius 1539.